# Sakunosuke Koyama
Sakunosuke Koyama (Japans: 小山作之助, Koyama Sakunosuke) (Ogata, 19 januari 1864 – Tokio, 27 mei 1927) was een Japans componist en muziekpedagoog. Hij was oprichter en voorzitter van de Japanse muziekopleiders federatie. 

## Levensloop
Koyama vertrok in 1880 zonder toestemming van zijn familie naar Tokio en begon aan de universiteit van Tsukiji Engelse taal, wiskunde en muziek te studeren. Na het behalen van zijn diploma's werd hij aangesteld door het ministerie van onderwijs als onderzoeker en docent aan een Muziek Research Centrum (音 楽 取 调 挂), dat zich later in de Tokyo Music School (东京 音 楽 学校) veranderde. In het ministerie van onderwijs had hij als grote mentor Izawa Shuji (伊沢修二) (1851-1917), de leider van de afdeling muziekresearch 音楽取調係 (Ongaku torishirabe gakari), die binnen de zogenaamde Nederlandse studies 蘭学 (rangaku) Westelijke natuurwetenschappen en techniek had bestudeerd.
Naast zijn werkzaamheden aan deze institutie componeerde en publiceerde hij een collectie van volksliederen. In 1897 werd hij tot professor benoemd. Alhoewel hij zijn studenten verder steunde en begeleidde, verliet hij in 1903 deze institutie. Hij schreef vooral schoolliederen (唱歌 shōka), dat hem steunde studenten met de Europese muziek vertrouwd te maken. Sommige liederen maakten Koyama ook buiten Japan bekend, met name in China, dat na de nederlaag in de Eerste Chinees-Japanse Oorlog (1894-1895) ermee was begonnen Europese muziek in het onderwijssysteem op te nemen. 
In 1904 werd hij benoemd tot adviseur en consultant van de muziekinstrumentenfabriek Yamaha Instruments. In deze periode beïnvloedde hij het muziekleven sterk, vooral door oprichting van verschillende muziekscholen en andere instituties en organisaties. Zo was hij ook de oprichter en eerste directeur van de Japanse federatie van muziekopleiders (日本 教育 音 楽 协会) en eerste voorzitter van de Federatie van Japanse muziek (日本音楽協会) (Nihon ongaku kyôkai).

## Composities

### Werken voor harmonieorkest
- 1904 日本 海军 - Nippon Kaigun (Japanse Marine) - tekst: Takeki Owada
- 広瀬中佐 (Lieutenant Colonel Hirose) - tekst: Sazanami Iwaya
- Natsu wa Kinu (De zomer is gekomen)

### Vocale muziek

#### Werken voor koor
- 1901 Juon shokashu ni, verzameling van koralen

#### Liederen
- 1891 敵は幾万 - Teki Wa Ikuman (No matter how many enimies are out there)[3] - tekst: Bimyôsai, pseudoniem van Taketarô Yamada (山田武太郎) (1868-1910)
- 1894 支那征伐軍歌 : 新曲 (Shina seibatsu gunka)
- 1899 Gishiki shoka (Songs for school rituals) - tekst: Seifu Takasaki
- 1900 Juon shokashu dai 1-shu
- 1900 愛國唱歌 歴史教育 (Aikuni lied geschiedenisonderwijs) - tekst: Akika Nakamura
- 1900 敎育勅語唱歌 (Kyōiku chokugo shōka) - tekst: Matajiro Takeshima
- 1901 Ninomiya Sensei hotoku shoka : zen (Songs of virtue for life of Ninomiya, Sontoku. - Entire collections)
- 1902 公徳唱歌 (Kōtoku shōka)
- 1903 Rinsho kashu zen (Collection of rounds, all)
- 1904 征露歌 (Sei-Ro uta)
- 1 januari (一月一日 - Ichigatsu tsuitachi) - tekst: Inagaki Chikai (稲垣千穎)
- 漁業の歌 (Song of fishing) - tekst: Akika Nakamura
- Studie/Opleiding (学問 - Gakumon) - tekst: Bimyôsai
- Natu-Wa Kinu (De zomer is gekomen)
- No Awakara
- 春天来了 (Spring divine Ryo)

### Werken voor piano
- Natu-Wa Kinu (De zomer is gekomen)

### Pedagogische werken
- Yoiko no ongaku sono 2 (Music for good children, part 2), voor xylofoon, glockenspiel, tafelpiano, harmonica en castagnetten